# Уярский район
Уя́рский район — административно-территориальная единица (район) и муниципальное образование (муниципальный район) в центральной части Красноярского края России.
Административный центр — город Уяр, в 132 км к востоку от Красноярска.

## География
Площадь территории района — 2197 км².
Сопредельные территории:
- север: Сухобузимский район
- восток: Рыбинский район (Красноярский край)
- юг: Партизанский район (Красноярский край)
- запад: Манский и Берёзовский районы Красноярского края

## История
Район образован 4 апреля 1924 года.

## Население
| 1939    | 1959    | 1970    | 1979    | 1989    | 2002    |
| ------- | ------- | ------- | ------- | ------- | ------- |
| 36 242  | ↗42 025 | ↘37 831 | ↘30 913 | ↘29 241 | ↘24 559 |
| 2009    | 2010    | 2011    | 2012    | 2013    | 2014    |
| ↘22 139 | ↘21 932 | ↘21 777 | ↘21 609 | ↘21 570 | ↘21 347 |
| 2015    | 2016    | 2017    | 2018    | 2019    |         |
| ↘21 268 | ↘21 156 | ↘20 921 | ↘20 715 | ↘20 649 |         |

Изменение численности населения района за период с 1959 по 2010 год по данный всесоюзных и всероссийских переписей, а также доля городского населения

:

## Территориальное устройство
В рамках административно-территориального устройства район включает 10 административно-территориальных единиц 1 город (районного подчинения) и 9 сельсоветов.
В рамках муниципального устройства, в муниципальный район входят 10 муниципальных образований — 1 городское и 9 сельских поселений:
| №        | Муниципальное образование | Административный центр | Количество населённых пунктов | Население | Площадь, км2 |
| -------- | ------------------------- | ---------------------- | ----------------------------- | --------- | ------------ |
| 1e-06    | Городское поселение       |                        |                               |           |              |
| 1        | город Уяр                 | город Уяр              | 1                             | 12 036    | 50,22        |
| 1.000002 | Сельские поселения        |                        |                               |           |              |
| 2        | Авдинский сельсовет       | посёлок Авда           | 3                             | 461       | 125,74       |
| 3        | Балайский сельсовет       | посёлок Балай          | 3                             | 1306      | 433,61       |
| 4        | Восточный сельсовет       | село Восточное         | 2                             | 379       | 127,72       |
| 5        | Громадский сельсовет      | посёлок Громадск       | 1                             | 1936      | 148,58       |
| 6        | Новопятницкий сельсовет   | село Новопятницкое     | 3                             | 1243      | 238,80       |
| 7        | Рощинский сельсовет       | посёлок Роща           | 9                             | 1169      | 464,31       |
| 8        | Сухонойский сельсовет     | село Сухоной           | 1                             | 414       | 146,93       |
| 9        | Сушиновский сельсовет     | село Сушиновка         | 4                             | 1095      | 304,48       |
| 10       | Толстихинский сельсовет   | село Толстихино        | 4                             | 844       | 176,70       |

В 1989 году из Толстихинского сельсовета был выделен Восточный сельсовет, а из Сушиновского сельсовета Сухонойский сельсовет.

### Населённые пункты
В Уярском районе 31 населённый пункт.
В сносках к названию населённого пункта указана административно-территориальная принадлежность

| Уяр           | ↗12 036 |
| Громадск      | ↘1936   |
| Балай         | 1324    |
| Сушиновка     | 842     |
| Новопятницкое | 776     |
| Роща          | 629     |
| Толстихино    | 571     |
| Сухоной       | ↘414    |
| Авда          | 411     |
| Ольгино       | 332     |
| Восточное     | 287     |

| Семёновка         | 232 |
| Никольское        | 206 |
| Николаевка        | 164 |
| Новоалександровка | 153 |
| Покровка          | 138 |
| Каменно-Горновка  | 135 |
| Воронино          | 130 |
| Жандат            | 86  |
| Марьевка          | 86  |
| Новониколаевка    | 77  |
| Новомихайловка    | 69  |

| Кузьминка         | 55 |
| Пинчино           | 27 |
| Луково            | 19 |
| Речка             | 11 |
| Балайский Косогор | 9  |
| Авдинка           | 5  |
| Керамический      | 1  |
| Торгинка          | 0  |
| Хвойный           | 0  |

Упразднённые в 2021 году: Дальний.

## Местное самоуправление
Уярский районный Совет депутатов
Дата формирования: 09.09.2018. Срок полномочий: 5 лет. Состоит из 20 депутатов.
Председатель совета
- Сергей Николаевич Старцев

Глава Уярского района
- 2018—2023 — Сергей Александрович Галатов
- с 2023 года — Павел Александрович Грызунов[42]

## Экономика
Громадский щебеночный завод, Уярский железобетонный комбинат, Уярский мясокомбинат.
ФБУ ИК-16 ГУФСИН РФ (п. Громадск)

## Экология
В районе выявлено строительство печей для производства древесного угля китайцами по технологии, запрещённой в КНР (Экологически очень опасная, работы ведутся в РФ нелегально, вблизи такого производства засыхают деревья и болеют люди из-за загрязнения воздуха фенолами и др.); протесты местных жителей заставили приостановить работу.